# Rubén Darío Gigena
Rubén Darío Gigena (Bahía Blanca, 2 ottobre 1980) è un ex calciatore argentino, di ruolo attaccante.

## Caratteristiche tecniche
È un ex attaccante.